# 二川幸夫
二川 幸夫（ふたがわ ゆきお、1932年11月4日 - 2013年3月5日）は、日本の建築写真家、建築批評家。

## 来歴
大阪市出身。
1951年大阪市立都島工業高等学校建築科卒業、1956年に早稲田大学文学部を卒業。在学中、建築史教授・田辺泰の勧めで民家の撮影を開始。
1957 - 59年、美術出版社から『日本の民家』全10巻（文：伊藤ていじ）を発表。1959年、同著によって毎日出版文化賞を受賞する。
1970年、建築書籍専門の出版社「A.D.A.EDITA Tokyo」を設立。建築デザイン専門誌「GA JAPAN」などを発行した。
安藤忠雄、妹島和世、ザハ・ハディドら、建築家の才能をいち早く見い出し、紹介した。また、坂茂は大学卒業後、最初の仕事が二川のアシスタントだったという。
米建築家フランク・ロイド・ライトの全作品集出版などでも知られた。
2013年3月5日、腎盂がんのため死去（享年80）。